# John Auguste Clerc

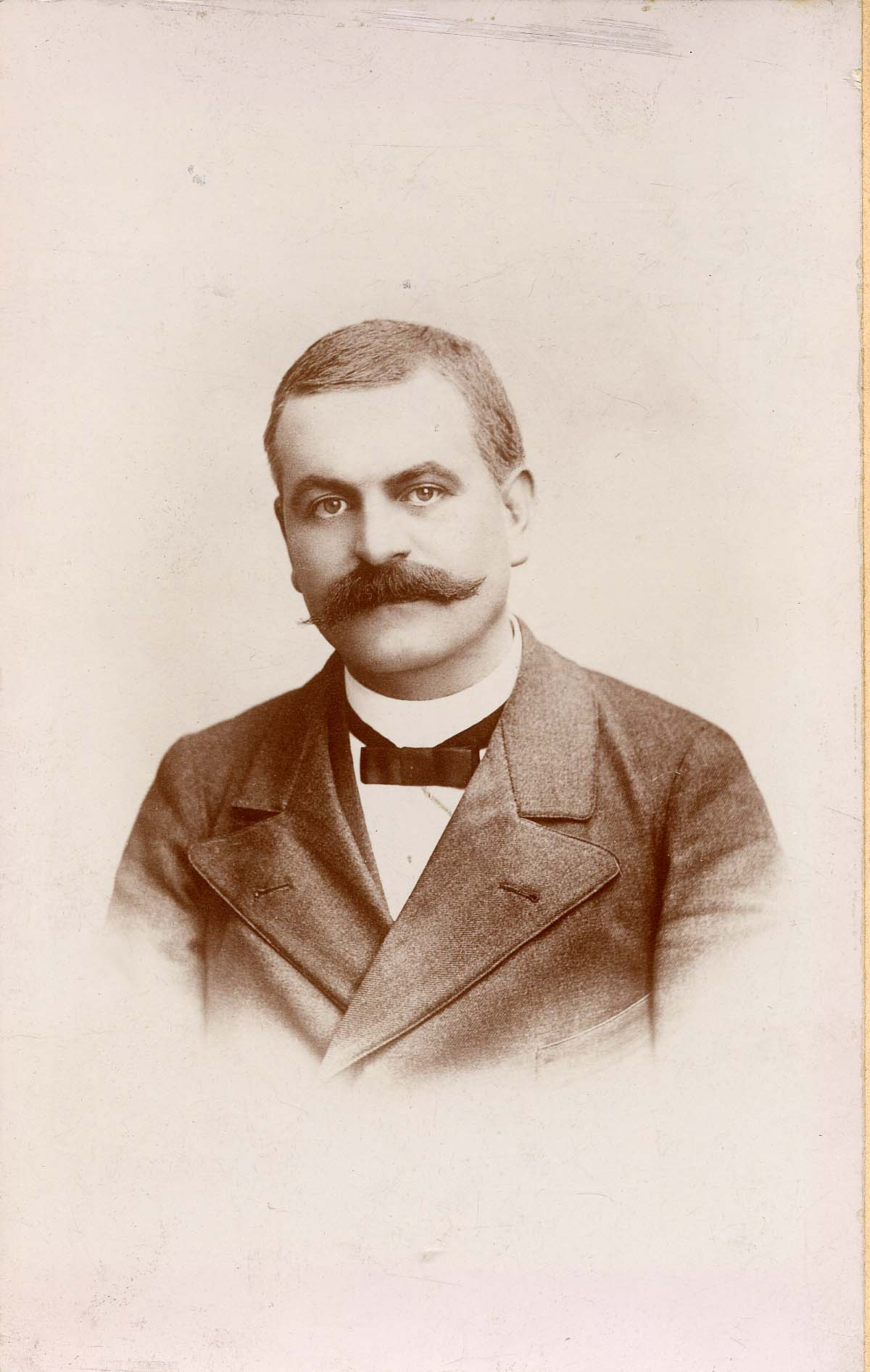
John Clerc (1889)

John Auguste Clerc (* 22. Januar 1857 in Môtiers; † 9. Oktober 1898 in Neuenburg) war ein Schweizer Lehrer und Politiker.

## Leben
John Auguste Clerc war der Sohn des Mechanikers Antoine François Clerc und von Louise Adèle Henninger. Er absolvierte eine didaktische Ausbildung in Deutschland. Anschliessend war er Lehrer in Saint-Imier im Kanton Bern und darauf am Collège latin und an der Kantonsschule in der Stadt Neuenburg. Er war mit Fanny Louise Theiss verheiratet.
Nach einer Zeit als Vertreter der Radikalen Partei im Grossrat des Kantons Neuenburg wurde er im Jahr 1886 zum Staatsrat gewählt. Er folgte auf Albert-Louis Roulet in der Kantonsregierung und übernahm das Bildungs- und Kultusdepartement. In den Jahren 1890 und 1896 war John Auguste Clerc Regierungspräsident. In seiner Funktion als Bildungsdirektor unterstützte er 1898 im Kontakt mit den Amtskollegen der andern Westschweizer Kantone den Romanisten Louis Gauchat beim Aufbau des Dialektwörterbuchs Glossaire des patois de la Suisse romande.
Es gelang John Auguste Clerc, wesentliche Neuerungen im neuenburgischen Bildungswesen einzuführen. So wurden etwa neue Schulhäuser gebaut, Schulküchen eingerichtet und zeitgemässe Lehrmittel beschafft.
Clerc lancierte um 1889 den Plan, auch im Kanton Neuenburg eine kantonale wissenschaftliche Vereinigung zu etablieren. Als daraufhin die Société académique neuchâteloise gegründet wurde, wählte diese den Bildungsdirektor zu ihrem ersten Präsidenten.
Die Schweizerische Eidgenossenschaft bestimmte John Auguste Clerc zum Bundesdelegierten für die Weltausstellung in Chicago 1893, die den Namen World’s Columbian Exposition trug.

## Schriften (Auswahl)
- Marguerite. Nouvelle historique, 1876.
- L'école populaire suisse. Son rôle actuel au point de vue hygiénique, moral, économique et social. Lausanne 1896.
- L’avocat Auguste Bille (1796–1848). In: La Chaux-de-Fonds, son passé et son présent. La Chaux-de-Fonds 1894.